# Agnozie
Agnozia (din grecescul a "fără" și gnosis "cunoaștere", "percepție") este o tulburare nervoasă care constă în incapacitatea de a recunoaște cele văzute, auzite, pipăite etc. Există deci o agnozie vizuală, auditivă, tactilă. Agnozia este cauzată de unele leziuni din scoarța cerebrală sau de unele tulburări funcționale ale acestora, și nu de alterarea funcțiunilor organelor de simț corespunzătoare.